# Wolffiella rotunda
Wolffiella rotunda är en kallaväxtart som beskrevs av Landolt. Wolffiella rotunda ingår i släktet Wolffiella och familjen kallaväxter.
Artens utbredningsområde är Zimbabwe. Inga underarter finns listade.